# Ziggo Dome
Der Ziggo Dome ist eine Veranstaltungshalle im Stadtbezirk Zuidoost der niederländischen Hauptstadt Amsterdam. Der Namenssponsor ist der niederländische Kabelnetzbetreiber Ziggo, ein Tochterunternehmen von Liberty Global. Im Juli 2022 wurde der Sponsorenvertrag um weitere zehn Jahre bis 2032 verlängert.

## Geschichte
Die Arena wird hauptsächlich für Konzerte genutzt und bietet maximal 17.000 Plätze. Der Bau liegt in unmittelbarer Nähe zum Fußballstadion Johan-Cruyff-Arena, in dem Ajax Amsterdam seine Gegner zu den Spielen empfängt.
Der niederländische Sänger Marco Borsato war der erste Künstler, der zur Einweihung der Arena ein Konzert am 24. Juni 2012 gab. Zwei Tage später trat die US-amerikanische Grungeband Pearl Jam als erste ausländische Künstler im Ziggo Dome auf. Ihnen folgten zahlreiche nationale und internationale Künstler sowie Bands.
Am 10. November 2013 haben in der Halle die MTV Europe Music Awards zum 20. Jubiläum der Veranstaltung stattgefunden.
Von 2016 bis 2019 wurde das Finale der Korfbal League, der höchsten Korfball-Spielklasse der Niederlande, im Ziggo Dome ausgetragen. Zuvor fand die Veranstaltung über 30 Jahre im Rotterdam Ahoy statt. Ab 2020 kehrt das Finale nach Rotterdam zurück. Der Korfbalbond KNKV schloss mit den Betreibern des Ahoy einen neuen Vertrag über fünf Jahre ab.
Im Januar und Februar 2022 war die Konzertarena, neben der MartiniPlaza in Groningen, Austragungsort der Futsal-Europameisterschaft. In Amsterdam fanden 12 Gruppenspiele sowie alle acht Partien ab dem Viertelfinale statt.

## Regelmäßige Veranstaltungen
Seit 2018 findet jährlich an Silvester die WOW WOW des niederländischen Veranstalters Q-Dance im Ziggo Dome statt. Ebenfalls findet jährlich das Event Qapital dort statt. Dieses ist auch ein Event des Veranstalters Q-Dance.

## Galerie

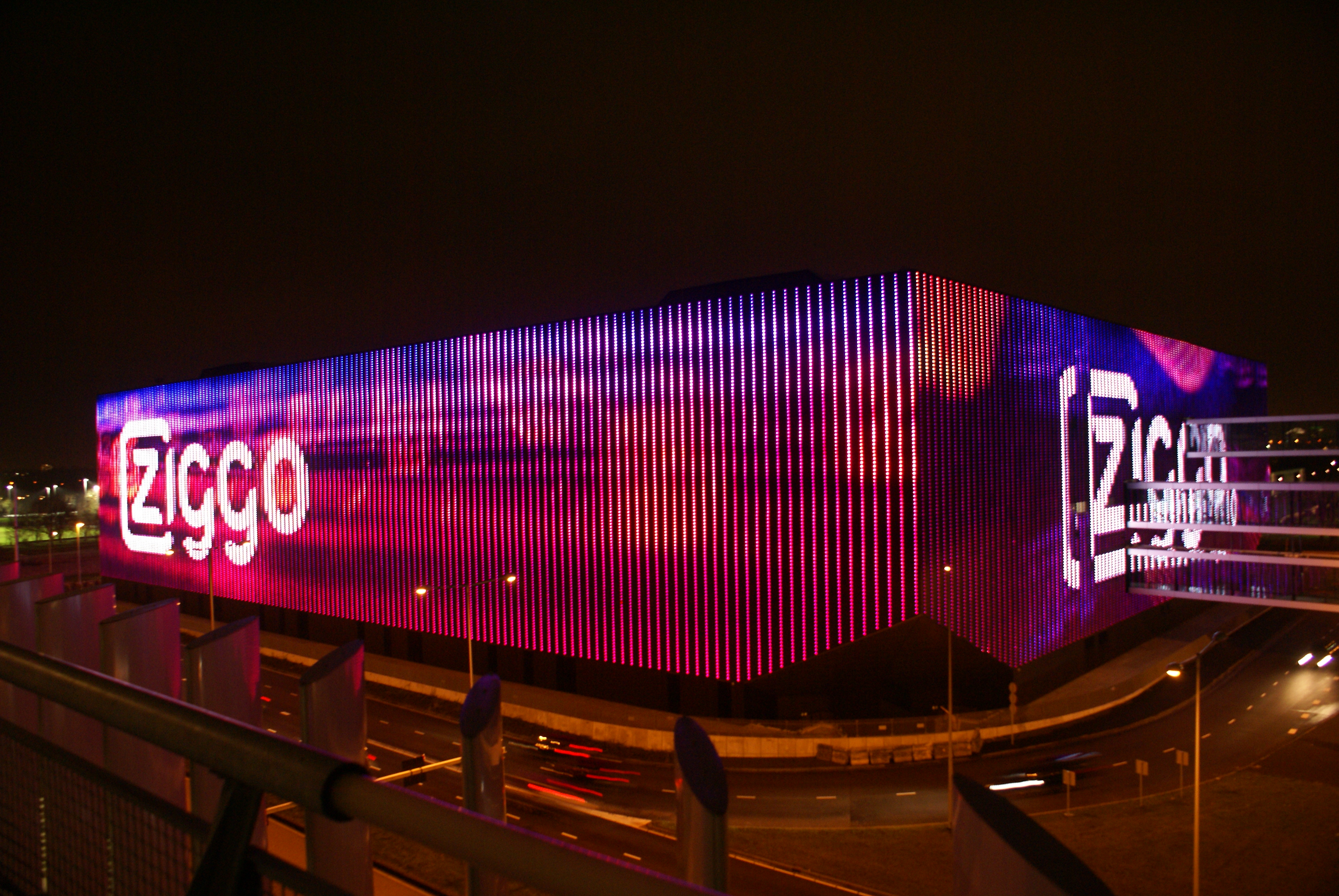
Die Fassade des Ziggo Dome wird von LEDs erleuchtet
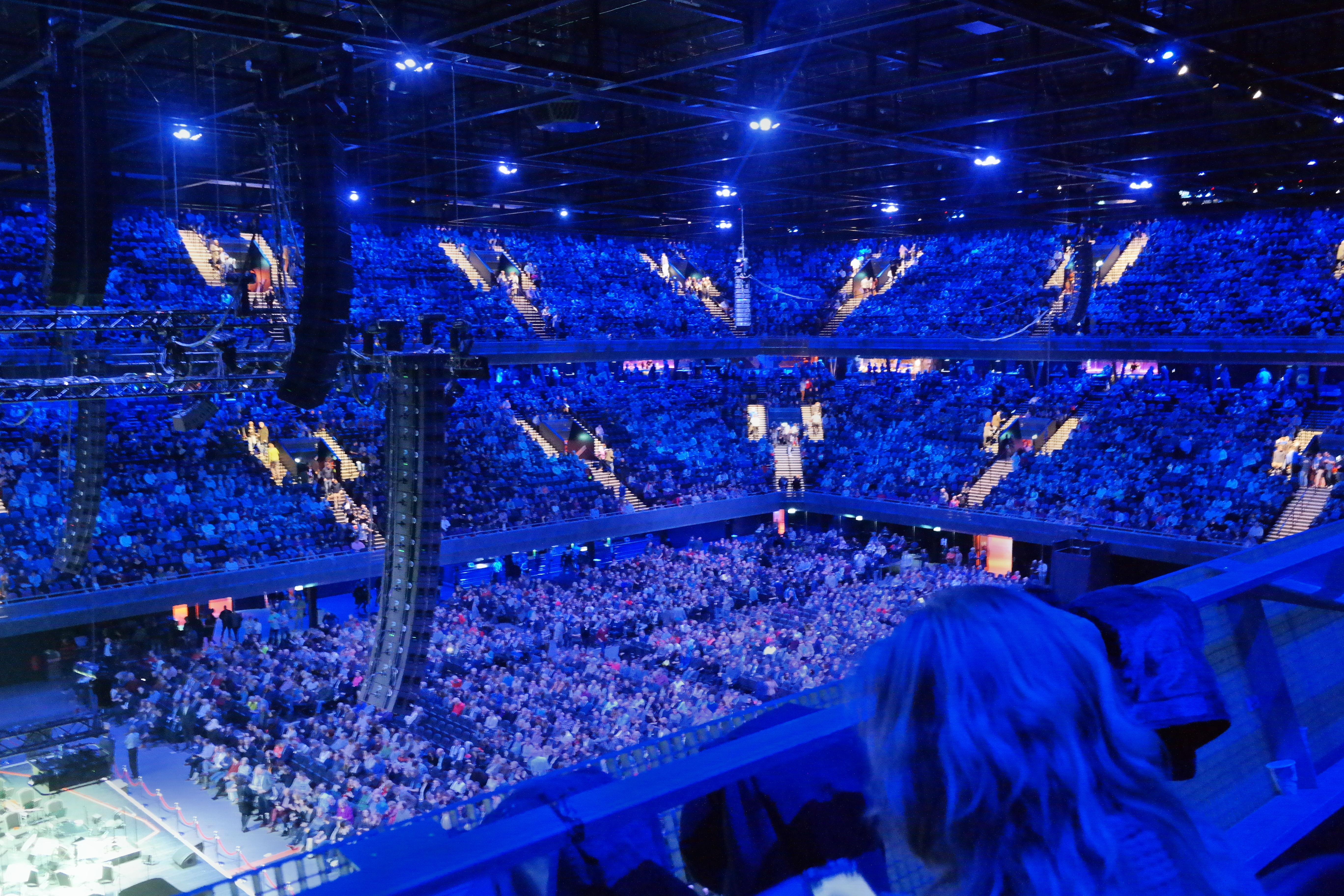
Der Innenraum des Ziggo Dome bei einem Konzert von Ennio Morricone am 1. Februar 2015